# アラバマ物語

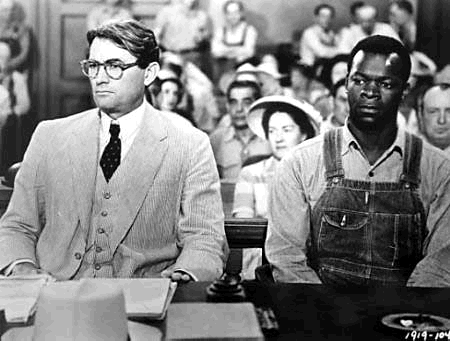
グレゴリー・ペック(左)とブロック・ピーターズ(宣材写真)

『アラバマ物語』（アラバマものがたり、原題: To Kill a Mockingbird）は、1962年製作のアメリカドラマ映画。グレゴリー・ペック主演。人種差別が根強く残る1930年代のアメリカ南部で、白人女性への性的暴行容疑で逮捕された黒人青年の事件を担当する弁護士アティカス・フィンチの物語。当時の出来事を、後に成長した娘のスカウトが回想するという形式をとっている。
物語はアティカスが担当した裁判を中心に展開するが、この作品は単なる法廷ドラマに終わらず、子供の視点から見た大人の世界や、周囲の人々に対する純粋な好奇心などをノスタルジックに描いている。

## 概要
1960年に発表されたハーパー・リーの同名の小説が原作である。彼女の自伝的小説『アラバマ物語』（原題：To Kill a Mockingbird）は1961年度のピューリッツァー賞を受賞、翌1962年には全米で900万部を売り上げるという大ベストセラーになっていた。知人から『アラバマ物語』を薦められた映画プロデューサーのアラン・J・パクラもその内容に深く感銘を受け、嘗て一緒に仕事をしたことのある監督のロバート・マリガンに映画化の話を持ちかけた。2人は小説がピューリッツァー賞を受賞する直前に映画化権を買い取ったという。
物語の舞台はアメリカ南部であるが、実際の映画撮影はハリウッドでなされた。映画の美術を担当したアレクサンダー・ゴリツィンとヘンリー・バムステッドは22万5000ドルという大金を掛けて、ハリウッドにアラバマ州の田舎町のセットを作り上げた。原作者のリーが撮影現場を訪れた時、彼女は余りにセットが故郷に似ているので驚いたという。ゴリツィンとバムステッドの仕事は高く評価されている。
映画は1962年12月25日に公開され、大ヒットを記録した。同年度のアカデミー賞では作品賞を含む8部門の候補となり、そのうち主演男優賞、脚色賞、美術賞（白黒部門）の3部門で受賞した。
著作権標記欠落により、現在パブリックドメインとなっている。

## あらすじ
1930年代、アラバマ州の架空の田舎町メイカムで暮らすフィンチ一家の兄妹ジーン・ルイーズ"スカウト"・フィンチ（メアリー・バダム）とジェム（フィリップ・アルフォード）の人生の転機となった3年間を綴っている。2人は一緒にゲームをしたり、近所に住むアーサー・"ブー"・ラドリーの様子を探ったりしながら毎日元気に遊びまわっている無邪気な子供である。夏の間、近所の親戚の子どもディル（ジョン・メグナ）も加わっていた。
　ブー（ロバート・デュヴァル）は誰もその姿を見たことがないため様々な噂が飛び交っている。妻と死別した父親のアティカス（グレゴリー・ペック）は公平で穏やかで親切で、その知性と人柄で周囲から篤く信頼されている町の弁護士である。彼を子供達は「アティカス」とファーストネームで呼んでいる。ある日も、貧しい農夫であるカニンガム（クラハン・デントン）がアティカスに弁護代の謝礼のつもりでヒッコリーの実を渡したところも、兄妹は目の前で見ていた。
　そんな或る日、地元の判事がアティカスに、白人女性メイエラ・ユーエル（コリン・ウィルコックス）に対する婦女暴行事件の、黒人容疑者のトム・ロビンソン（ブロック・ピーターズ）の弁護を依頼する。スカウトは父が黒人の弁護を引き受けたことで学校で同級生とケンカもした。当時人種差別の激しいアメリカ南部で黒人の弁護をすることで周囲から批難を受けることもあった。
　ロビンソンが留置所から裁判所に移送された夜も、被害者側にいた人々が彼に暴行しようと集まってきたが、アティカスはそれを見越して入り口の前で待ち、人々の前に立ち塞がった。こっそり家を抜け出してこの場に来たスカウト、ジェム、ディルは人々の間をすり抜けて父のそばに駆け寄る。スカウトは幼く事情を理解していなかったが、集団の中にカニンガムがいることに気づき、以前ヒッコリーの実をくれたこと、カニンガムの息子が同級生であることなどを話す。スカウトの話にカニンガムはいたたまれなくなり、周りを促し引き上げた。
　そして裁判の日。陪審員は全て白人という被告人にとっては絶望的な状況で、アティカスは滔々と弁護を開始する。アティカスがメイエラの父ボブ・ユーエル（ジェームス・アンダーソン）に自分の名前を書かせたところ、左利きであることが分かった。更にトムがメイエラの家に行ったのは、彼女が力仕事を口実に呼び込んだのだった。またメイエラが殴られた跡も右目のあたりだと証言を引き出した。裁判でアティカスはトムの左腕が不自由なことを明かした上で、犯人は彼女に左手で暴力を奮ったはずだと指摘する。そしてトムではなく父親が娘を殴ったのではないかとほのめかす。また事件後彼女が病院に行っていないことも指摘する。アティカスは最後に全て白人男性の陪審員に向かい、先入観を持たず明白な証拠を以って審議してほしいと語る。被告人答弁でトムはメイエラに無償で頼まれ仕事をしてきたのは、孤独な彼女が気の毒に思えたからだと語り、メイエラ側の人種的偏見を持つ弁護士に嘲笑される。2時間経過後、陪審の合議が終了し、判事が評決を質す。陪審員の結論は、起訴通りの有罪であった。アティカスはトムに妻への連絡を約束し、上級審もあることから希望を失わないようにと伝える。大勢の黒人の傍聴人が、アティカスが法廷を出るのを起立して見送った。
　アティカスが家に着くと保安官代理がやってきて、トムが護送中に逃走しようとしたため撃たれて亡くなったと伝えた。
　その後、スカウトとジェムは夕方に学校で行なわれるハロウィン・パーティに出席する。スカウトはメイコム郡の名産品の1つであるハムの着ぐるみを身に付けたが、服と靴をなくしてしまい、靴も履かずに着ぐるみのまま家に帰途についた。スカウトとジェムが森の中の道を通る途中、後をつけてきた何者かに殴りかかられる。ジェムは意識を失い、スカウトもつかみ掛かられるが、後からやってきた何者かが襲撃を阻んだ。スカウトは着ぐるみの目出し部分から何者かがジェムを抱きかかえ家に連れて行くのを目撃し、急いで着ぐるみを脱いで後を追う。家に着くと、ジェムが意識を失って横たわっており、腕の骨折と診断された。
　テイト保安官がやってきて、襲撃してきたのはボブ・ユーエルで、ユーエルは胸にナイフが刺さり亡くなった状態で発見されたと話した。そのときスカウトはアーサー・"ブー"・ラドリーが部屋の隅に立っているのに気付き、森の中でユーエルから自分を助けてくれたのは彼だと分かった。アティカスはジェムが自己防衛でユーエルを殺害したのではないかと推測する。しかしテイト保安官はユーエルは死んだのは正当防衛によるものとし、子どもたちを救った英雄として内気なブーを人前にさらすことはそれこそ「罪」ではないかと語る。そのため、テイト保安官はユーエルが自分で転んでナイフが刺さったのだと片付ける。
　スカウトは以前、父親から教えられた「ものまね鳥を殺すこと」(原題の『To Kill a Mockingbird』に通じる)が罪だというのと同じだと語る。スカウトは父の教えの通りブーの立場になって物事を考えてみたのだ。
　アティカスはジェムが目を覚ますまで一晩中そばに付いていた。

## 登場人物
- アティカス・フィンチ（英語版） - グレゴリー・ペック： 正義感溢れる弁護士。妻に先立たれた後、男手一つで二児を育てている。
- スカウト - メアリー・バダム： フィンチ弁護士の娘。本名ジーン・ルイーズ・フィンチ。原作者のハーパー・リーがモデル。
- ジェム - フィリップ・アルフォード： フィンチ弁護士の息子。スカウトの兄。本名ジェレミー・アティカス・フィンチ。
- ディル・ハリス - ジョン・メグナ： フィンチ兄妹の友達。トルーマン・カポーティがモデル。
- ヘック・テイト - フランク・オーヴァートン： 町の保安官。
- モーディ・アトキンソン - ローズマリー・マーフィ： フィンチ家の向かいに住んでいる女性。
- デュボース夫人 - ルース・ホワイト： いつも不機嫌なフィンチ家の隣家に住む老婦人。
- トム・ロビンソン - ブロック・ピーターズ： 白人の娘を暴行した容疑で起訴された黒人。
- キャルパーニア - エステル・エヴァンス： フィンチ家に家政婦として通って来る黒人女性。
- メイエラ・バイオレット・ユーエル - コリン・ウィルコックス： トムに暴行を受けたと主張する白人の娘。
- ボブ・ユーエル - ジェームズ・アンダーソン： メイエラの粗暴な父親。黒人を弁護するフィンチ一家に敵意を隠さない。
- アーサー・ラドリー - ロバート・デュヴァル： “ブー”というあだ名で恐れられるフィンチ家の不気味な隣人。
- ジーン・ルイーズ・フィンチ（語り） - キム・スタンリー： 大人になったスカウト。物語の語り手。

### 備考
プロデューサーのアラン・J・パクラたちは映画の新鮮味を保つために、主演のグレゴリー・ペックを除き出来るだけ観客に馴染みの薄い俳優を起用することにした。特に子役は慎重にオーディションが行われ、関係者が候補者を求めてアメリカ南部を駆け回ることになった。映画のヒロインであるスカウトを演じたメアリー・バダム(en:Mary Badham)は映画監督ジョン・バダムの実妹である。バダムは殆ど演技の経験は無かったが、この作品で見せた演技で助演女優賞にノミネートされた。授賞式の時点でバダムは10歳と141日であり、これは1974年にテータム・オニールが10歳と106日で受賞するまでこの分野における最年少ノミネートだった。
“ブー”と呼ばれる不気味な青年を演じたロバート・デュヴァルは、本作品が映画初出演である。

## キャスト
| 役名                               | 俳優                       | 日本語吹替                                  | 日本語吹替               | 日本語吹替 |
| 役名                               | 俳優                       | NETテレビ版                                 | PDDVD版                  | 正規盤BD版 |
| ---------------------------------- | -------------------------- | ------------------------------------------- | ------------------------ | ---------- |
| アティカス・フィンチ               | グレゴリー・ペック         | 城達也                                      | 諸角憲一                 | 田中秀幸   |
| スカウト                           | メアリー・バダム           | 堀絢子                                      | 小林由美子               | 嶋村侑     |
| ジェム                             | フィリップ・アルフォード   | 野沢雅子                                    | 浅井晴美                 | 田村睦心   |
| ディル・ハリス                     | ジョン・メグナ             | 喜多道枝                                    |                          | 川島悠美   |
| ヘック・テイト保安官               | フランク・オーヴァートン   | 大木民夫                                    | 丸山壮史                 | 水野龍司   |
| モーディ・アトキンソン             | ローズマリー・マーフィ     | 水城蘭子                                    | 棚田恵美子               | 日野由利加 |
| デュボース夫人                     | ルース・ホワイト           | 沼波輝枝                                    |                          |            |
| トム・ロビンソン                   | ブロック・ピーターズ       | 渡部猛                                      | 宮島史年                 |            |
| キャルパーニア                     | エステル・エヴァンス       | 此島愛子                                    | 中神亜紀                 |            |
| タイラー判事                       | ポール・フィックス         | 宮川洋一                                    | 高瀬右光                 |            |
| メイエラ・バイオレット・ユーエル   | コリン・ウィルコックス     | 大方斐紗子                                  |                          |            |
| ボブ・ユーエル                     | ジェームズ・アンダーソン   | 大塚周夫                                    | 織間雅之                 |            |
| ステファニー・クロウフォード       | アリス・ゴーストリー       | 京田尚子                                    | 萩柚月                   |            |
| ブー・ラドリー                     | ロバート・デュヴァル       | 台詞なし                                    | 台詞なし                 | 台詞なし   |
| ギルマー検事                       | ウィリアム・ウィンダム     | 穂積隆信                                    |                          |            |
| ウォルター・カニンガム・Sr         | クラハン・デントン         | 吉沢久嘉                                    |                          |            |
| 事務官                             | チャールズ・フレデリックス | 緑川稔                                      |                          |            |
| スペンス・ロビンソン               | ジェスター・ヘアーストン   | 島田彰                                      |                          |            |
| サイクス牧師                       | ビル・ウォーカー           | 雨森雅司                                    | 中村浩太郎               |            |
| フォアマン                         | ガイ・ウィルカーソン       | 北村弘一                                    |                          |            |
| ジーン・ルイーズ・フィンチ（語り） | キム・スタンリー           | 里見京子                                    | 浅井晴美                 |            |
| 日本語版スタッフ                   |                            |                                             |                          |            |
| 演出                               | 演出                       | 山田悦司                                    | 大前剛                   |            |
| 翻訳                               | 翻訳                       | 進藤光太                                    | 吉浜倫子                 |            |
| 調整                               | 調整                       | 栗林秀年                                    | 遠西勝三                 |            |
| 効果                               | 効果                       | 赤塚不二夫                                  | 恵比須弘和 赤澤勇二      |            |
| 制作                               | 制作                       | グロービジョン                              | ミックエンターテイメント |            |
| 解説                               | 解説                       |                                             | N/A                      | N/A        |
| 初回放送                           | 初回放送                   | 1972年11月26日 『日曜洋画劇場』 21:00-22:55 | N/A                      | N/A        |

## 音楽
- サウンドトラック - エルマー・バーンスタイン作曲、1963年4月リリース。

## 主な受賞
- 1962年度 第35回アカデミー賞

主演男優賞：グレゴリー・ペック
脚色賞：ホートン・フート
美術賞（白黒部門）：ヘンリー・バムステッド、アレクサンダー・ゴリッツェン、オリバー・エマート
- 1962年度 第20回ゴールデングローブ賞

主演男優賞（ドラマ部門）：グレゴリー・ペック
作曲賞：エルマー・バーンスタイン
- 1963年度 第16回カンヌ国際映画祭

ゲイリー・クーパー賞：ロバート・マリガン

## 評価
グレゴリー・ペック演じる弁護士アティカス・フィンチは、アメリカの良心を体現したキャラクターとして非常に人気がある。2003年にアメリカン・フィルム・インスティチュートが選んだアメリカ映画100年のヒーローと悪役ベスト100では、アティカスがインディ・ジョーンズやジェームズ・ボンドといったスーパーヒーローを抑えヒーロー部門第1位を獲得、再び脚光を浴びた。
1995年にはアメリカ国立フィルム登録簿に登録された。1998年にアメリカン・フィルム・インスティチュートが選んだ映画ベスト100中第34位、2007年に更新されたリストではベスト100中第25位にランクインした。2008年には同じくアメリカン・フィルム・インスティチュートによって、最も偉大な法廷ドラマ第1位に選出された。
チャールズ・Ｊ・シールズの「『アラバマ物語』を紡いだ作家」（柏書房）にも指摘されるが、最初、この作品はリベラルなものとして受け止められたにもかかわらず、更に後年のリベラリズム的視点から冷静に再検討すると、アティカスの物語、つまり白人の家父長的な価値観が濃厚な映画になっているともいえる。

## トリビア
- 撮影初日、アティカス・フィンチを演じるグレゴリー・ペックを見た原作者のハーパー・リーは、ペックの太鼓腹が父親そっくりなのを見て涙を流した。二人はすぐに親友になり、リーはペックに友情の証として、父親が所有していた形見の時計を贈ったという。法廷の場面でペック演じるアティカスが持っているのは、彼女から託された時計である[2]。アカデミー賞授賞式の日もペックはその時計を身に付けていた。彼は後にオスカー俳優であることよりも、時計の持ち主である方がずっと誇らしいと語った[1]。

- スカウトを演じたメアリー・バダムは、共演者の台詞を口真似してしまうという悪癖が有ったという。そのため朝食のシーンを35回、昼食のシーンを23回も撮り直すことになった。イライラしたジェム役のフィリップ・アルフォードは、古タイヤで遊ぶシーンの撮影中に彼女を怪我させるために、わざとバダムの入ったタイヤを危険な方に向けて転がせた。また、留置所の見張りをするアティカスの所に黒人容疑者の引渡しを求めて群衆が押し寄せるシーンがあるが、その際バダムは彼女を抱きかかえた役者の古傷の有る方の足を思い切り蹴り上げてしまったという[2]。